# Jimmy Carr
James Anthony Patrick „Jimmy” Carr (n. 15 septembrie 1972, Greater London, Anglia, Regatul Unit) este un comedian britanic, gazdă de televiziune și actor, cunoscut pentru râsul său și umorul negru.

## Legături externe
- Site web oficial
- Jimmy Carr la Internet Movie Database
- Jimmy Carr on Chortle, including forthcoming tour dates